# Києвицький Роман Володимирович
Роман Володимирович Києвицький *(нар. 15 листопада 1970 м. Шостка, Сумська область)  – український музикант, автор пісень, журналіст, продюсер. 

## Життєпис

### Навчання
Початкову освіту добував у Шосткінський СШ №2. Після закінчення у 1998 році поступив до СДПУ, на історичний факультет, також отримав спеціальність парктичного психолога. 

#### Період «Майї»
Під час навчання разом з Вадимом Ярошенком створює гурт «Майя», який до 2000-х був культовий серед сумської молоді і відомий поза межами області та країни. Роман в цей період був співаком водночас директором групи і продюсером. Після переїзду до Києва у 2000 році Вадима Ярошенка і Романа Києвицького проект «Майя» закрився. Хоча у планах Романа було переведення гурту до столиці, однак не вийшло. Гурт періодично збирався на певні знакові події у Сумах, наприклад взяв участь у одному із благодійних концертів на поміч пораненим бійцям на російсько-українській війні.

### Робота
У 1993  –  почав працювати у сумській газеті «Уік-Енд» і Будинку піонерів.  
1995  –  газета «Теленеделя-Суми». Паралельно у 1998 почав працювати на радіо ФМ «Всесвіт». 
2000  – переїхав до Києва, де зайняв посаду артдиректора клубу «Спліт». Паралельно працював на радіо «Точка». 
2001  –  працював технічним директором фестивалю «Джаз-Коктебель». 
2004  –  2008 працював в івент-компаніях «Севент», «Бренд Нью». 
2008  –  отримав запрошення на роботу в проект "Велика різниця". По закінченні проекта у 2011 працював з компаніей «IQ продакшн» над проектами «Большие чувства», «Добрый вечер». Паралельно працював на власній студії дитячої творчості «Romashka Records»

### Сімейний стан
Одружений, має дружину та двох дітей.  